# Christoph Wetzel (Künstler)
Christoph Wetzel (* 5. Juni 1947 in Berlin) ist ein deutscher Maler, Zeichner, Bildhauer und Restaurator und war in der DDR Hochschullehrer.

## Leben

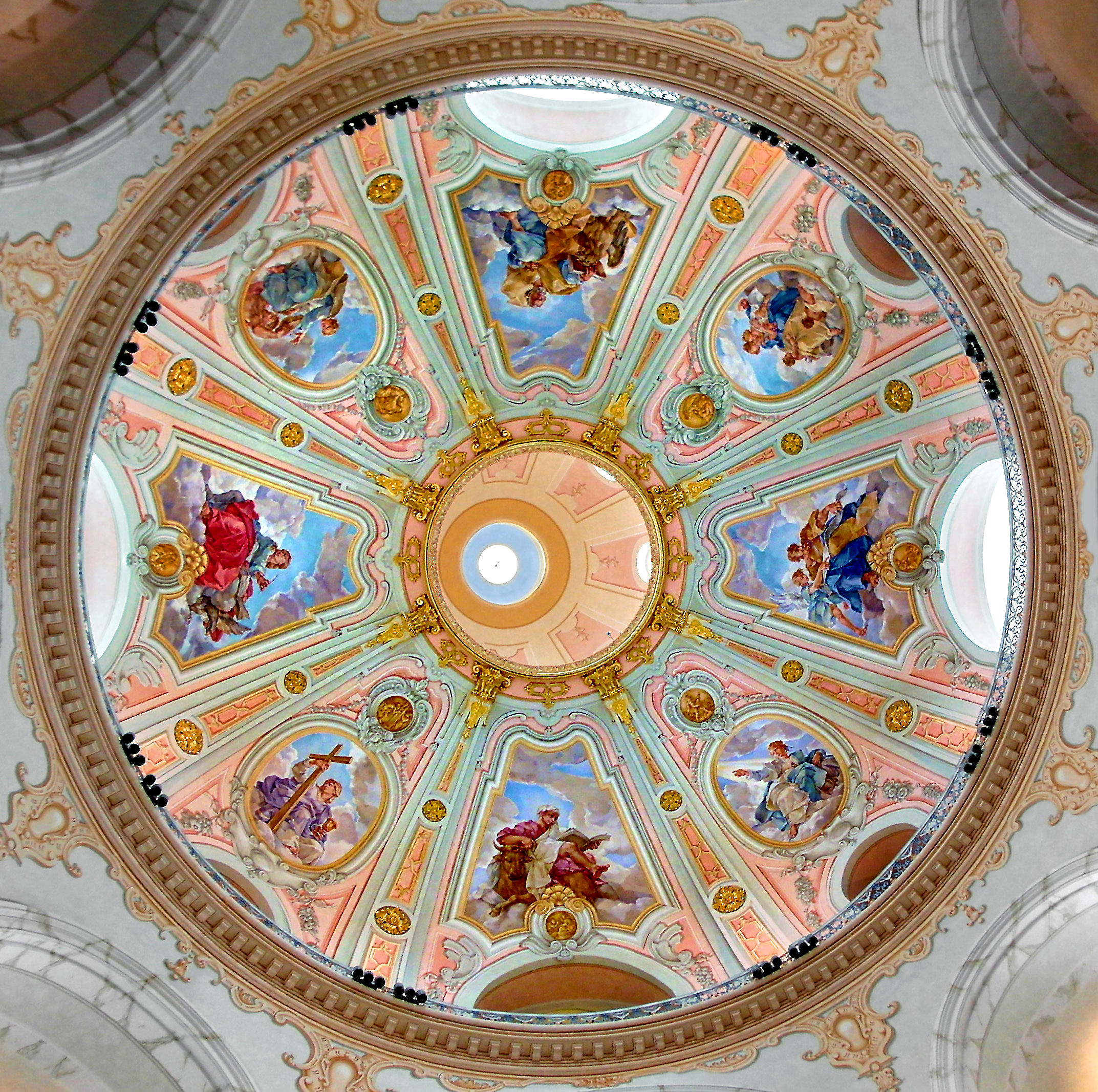
Rekonstruierte Deckengemälde in der Frauenkirche Dresden

1967 absolvierte Wetzel eine Steinmetzlehre in Berlin und schloss ein Abendstudium für Bildhauerei an der Kunsthochschule Berlin-Weißensee bei Gerhard Thieme ab. Von 1967 bis 1973 studierte er an der Hochschule für Bildende Künste Dresden (HfBK) bei Gerhard Kettner und Fritz Eisel und erwarb ein Diplom als Wand- und Tafelmaler. Von 1973 bis 1974 absolvierte er eine Restauratorenausbildung an der Galerie Alte Meister.
Von 1974 bis 1977 war Wetzel Dozent an der HfBK. Ab 1977 war er freischaffend in Dresden und Ringenhain tätig. Von 1982 bis 1986 lehrte er Naturstudium an der Staatlichen Porzellanmanufaktur Meißen. 
Wetzel war bis 1990 Mitglied des Verbands Bildender Künstler der DDR und hatte in der Zeit der DDR im In- und Ausland eine bedeutende Zahl von Einzelausstellungen und Ausstellungsbeteiligungen, u. a. von 1977/1978 und 1982/1983 an der VIII. und IX. Kunstausstellung der DDR in Dresden.
Von 2007 bis 2008 war Wetzel Vorsitzender des Künstlersonderbundes in Deutschland. Seit 2014 lebt und arbeitet er in Berlin.

## Künstlerisches Schaffen
Christoph Wetzel stellt Menschen in ihren verschiedenen Facetten dar.
Von 2002 bis 2005 rekonstruierte er die Kuppelgemälde in der wiederaufgebauten Frauenkirche in Dresden. Dabei musste er auf einige Farbfotografien von 1943 zurückgreifen und machte sich mit der Malerei des Barock auf Forschungsreisen in Italien vertraut. Von 2010 bis 2011 rekonstruierte er die Deckengemälde im Schloss Hundisburg bei Magdeburg, von 2013 bis 2014 die Deckengemälde im Konzertsaal Oratorium Marianum der Universität Breslau.

## Museen und öffentliche Sammlungen mit Werken Wetzels (unvollständig)
- Dresden: Galerie Neue Meister[6]
- Dresden: Kupferstichkabinett[6]
- Dresden: Kunstfonds des Freistaats Sachsen[6]
- Dresden: Militärhistorisches Museum der Bundeswehr
- Riesa: Stadtmuseum Riesa[7]
- Stendal: Winckelmann-Museum[8]

## Ausstellungen (unvollständig)
Einzelausstellungen seit der deutschen Wiedervereinigung:
- 1991 Galerie Solani, Wien
- 1993 Galerie im Arenbergpark, Wien
- 1997 Museum Schloss Moritzburg (bei Dresden)
- 1997 Stadtmuseum Pforzheim
- 1997 Städtische Galerie Eisenhüttenstadt
- 1999 Festung Rosenberg, Kronach
- 2000 Kulturpalast Dresden
- 2001 Schloss Neuhaus, Salzburg
- 2002 Stadtmuseum Pirna
- 2006 Kunstverein Coburg
- 2007 Schloss Pillnitz (bei Dresden)
- 2007 Schloss Moritzburg (bei Dresden)
- 2009 Rathaus Borken[9]
- 2014 Stadtmuseum Wrocław im Königspalast
- 2022–2023 Albrechtsburg, Meißen